# Feriado nacional
Um feriado nacional é um feriado regulamentado, decretado por um país para comemorar o próprio país. Geralmente, é o dia da independência, da assinatura da constituição ou outro evento significativo, embora nem sempre seja essa a regra. Em muitos casos, é o dia do santo padroeiro do país.
Muitos países, como o Brasil e Portugal, os feriados nacionais são todos os feriados que o governo decreta com vigência em todo o território nacional.

## Estados independentes

### Janeiro
- 1 de Janeiro: Brasil (Confraternização Universal "Ano Novo")
- 1 de Janeiro: Haiti (dia da Independência)
- 1 de Janeiro: Portugal (Solenidade de Santa Maria Mãe de Deus e Ano Novo)
- 20 de Janeiro: Arménia
- 21 de Janeiro: Barbados (dia de Errol Barrow)
- 26 de Janeiro: Austrália (dia da Austrália)
- 26 de Janeiro: Índia (dia da República, 1950)

### Fevereiro
- 4 de Fevereiro: Sri Lanka (dia da Independência)
- 6 de Fevereiro: Nova Zelândia (dia de Waitangi)
- 11 de Fevereiro: Estado da Cidade do Vaticano - Japão (Dia da Fundação Nacional) (Ver nota abaixo.)
- 15 de Fevereiro: Sérvia (dia do Estado)
- 15 de Fevereiro: Rússia absorve o Tartaristão e integra-o na União em 1994
- 16 de Fevereiro: Lituânia (dia da Independência)
- 18 de Fevereiro: Gâmbia (dia da Independência)
- 22 de Fevereiro: Santa Lúcia (dia da Independência)
- 24 de Fevereiro: Estónia (dia da Independência)
- O feriado do Carnaval, em Portugal é comemorado 47 dias antes da Páscoa podendo calhar em Fevereiro ou em Março

### Março

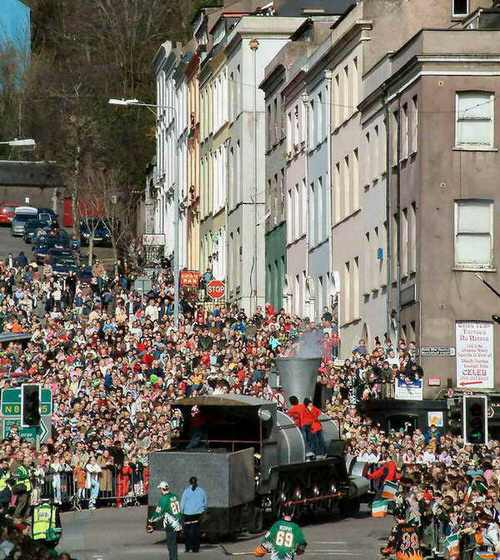
Dia de São Patrício, 2004 em Cork.

- 1 de Março: Coreia do Sul (dia do Movimento de Independência)
- 3 de Março: Bulgária (dia da Libertação)
- 11 de Março: Lituânia (dia da Independência)
- 15 de Março: Hungria (revolução de 1848)
- 17 de Março: Irlanda (dia de São Patrício)
- 23 de Março: Paquistão (dia da República)
- 25 de Março: Grécia (dia da Revolução, 1821)
- 26 de Março: Bangladesh (dia da Independência, 1971), Vietnã (dia da Juventude)
- 31 de Março: Malta (dia da Liberdade, 1979)

### Abril
- 18 de Abril: Zimbabwe

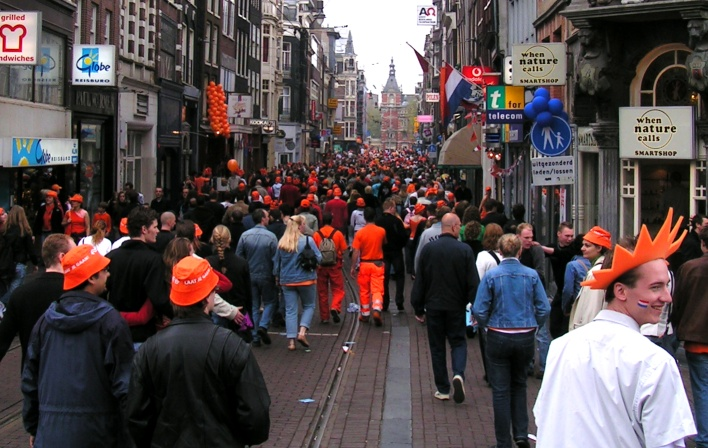
Aniversário da Rainha em Amesterdã, 2005.

- 21 de Abril: Brasil (dia de Tiradentes)
- 23 de Abril: Turquia (dia das Crianças, marca a fundação da Assembleia Nacional em 1920)
- 25 de Abril: Itália (dia da Libertação)
- 25 de Abril: Portugal (Revolução dos Cravos)
- 27 de Abril: Países Baixos (aniversário do Rei)
- 30 de Abril: Vietnã (dia da Libertação)

### Maio
- 1 de Maio: Vários países, como Vietnã, Brasil e Portugal, têm este feriado como Dia do Trabalhador
- 3 de Maio: Polónia (primeira constituição 1791, primeira da Europa e segunda do mundo)
- 4 de Maio: Países Baixos (Dodenherdenking, ou Finados)
- 5 de Maio: Países Baixos (dia da Libertação (1945), Dia da Europa (CoE)
- 5 de Maio: México (feriado nacional de Cinco de Mayo)
- 9 de Maio: Jérsei e Guernsey (dia da Libertação)
- 13 de Maio: Brasil (dia da Abolição da Escravatura)
- 17 de Maio: Noruega (dia da constituição norueguesa)
- 19 de Maio: Turquia (dia da Juventude, celebrando o início da resistência contra a ocupação aliada após a I Guerra Mundial, 1919.)
- 20 de Maio: Camarões (dia Nacional)
- 24 de Maio: Canadá (dia da Vitória, comemorado na primeira segunda-feira antes de 24 de Maio)
- 25 de Maio: Argentina (Primeiro Governo Nacional, o vice-rei espanhol é removido do cargo e substituído pela Primeira Junta durante a Revolução de Maio de 1810)
- 26 de Maio: Geórgia (dia da Independência, 1918)
  - O dia da Independência de Israel, o Yom Ha'atzma'ut é especificado pelo calendário judaico como o quinto dia de Iyar, e, desta forma, não possui data fixa no calendário gregoriano; geralmente, cai em Maio ou no fim de Abril. A data gregoriana da independência de Israel, contudo, é 14 de Maio de 1948.
  - A União Europeia comemora o Dia da Europa em 9 de Maio, mas não decreta feriados.

### Junho

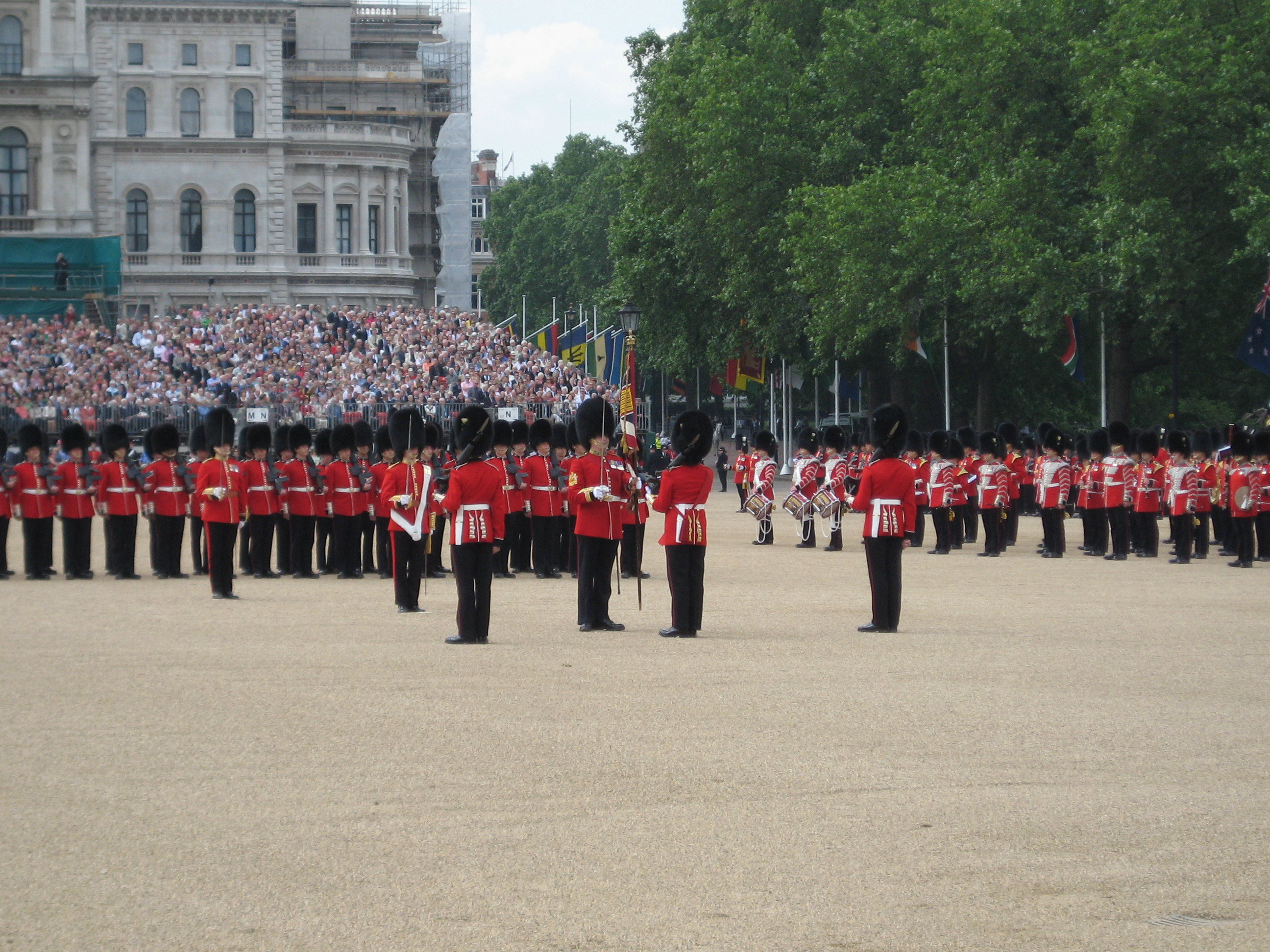
Os regimentos britânicos a Trooping the Colour em Londres.

- 2 de Junho: Itália (dia da República)
- 5 de Junho: Dinamarca (Grundlovsdag, comemoração da primeira constituição dinamarquesa, de 1849)
- 6 de Junho: Suécia (coroação do rei Gustavo I da Suécia em 1523)
- 7 de Junho: Malta (Sette Giugno, 1919)
- 10 de Junho: Portugal (dia de Portugal, de Camões e das Comunidades Portuguesas. Dia do Anjo de Portugal)
- 12 de Junho: Filipinas (dia da independência, data da libertação do Reino da Espanha)
- 17 de Junho: Islândia (dia da Independência, data da independência da Dinamarca, em 1944)
- 23 de Junho: Luxemburgo (dia do aniversário do Grão-Duque, a partir de 1961)
- 25 de Junho: Croácia (dia do Estado)
- 25 de Junho: Moçambique (dia da Independência)1975)
  - O dia de Trooping the Colour, no Reino Unido, comemorando a Rainha, é no segundo sábado de Junho.
  - O feriado do Corpo de Deus, em Portugal é 60 dias após a Páscoa, podendo calhar entre 21 de maio e 24 de junho.

### Julho
- 1 de Julho: Canadá (dia do Canadá, anteriormente dia do Domínio)
- 4 de Julho: Estados Unidos (dia da Independência)
- 5 de Julho: Argélia (dia da Independência)
- 6 de Julho: Lituânia (dia do Estado, dia da coroação do rei Mindaugas em 1253)
- 9 de Julho: Argentina (dia da Independência, 1816)
- 11 de Julho: Flandres (Bélgica) (batalha de Courtrai, 1302)
- 13 de Julho: Montenegro (dia da Independência, 1878)
- 14 de Julho: França (dia da Bastilha e Fête de la Fédération)
- 17 de Julho: Coreia do Sul (dia da Constituição, 1948)
- 20 de Julho: Colômbia (dia da Independência, 1810)
- 21 de Julho: Bélgica (Nationale feestdag, em 21 de Julho de 1831, Leopoldo I, o primeiro rei da Bélgica, foi entronizado.)
- 22 de Julho: Polónia (a Polónia foi libertada após a Segunda Guerra Mundial)
- 28 de Julho: Peru (dia da Independência do Peru, em 1821 por José de San Martín)
- 29 de Julho: Ilhas Faroé (Ólavsøka)

### Agosto
- 1 de Agosto: Suíça (dia da Independência Nacional Suíça)
- 1 de Agosto: Trinidad e Tobago (dia da Abolição da Escravatura)
- 5 de Agosto: Croácia (dia da Vitória e de Ação de Graças)
- 7 de Agosto: Colômbia (batalha de Boyacá/dia da Independência)
- 9 de Agosto: Singapura (dia Nacional)
- 14 de Agosto: Paquistão (dia da Independência)
- 15 de Agosto: Coreia do Norte/Coreia do Sul (Dia da Libertação da Coreia)
- 15 de Agosto: Índia (dia da Independência, Swatantrata Divas, e da divisão da Índia, 1947)
- 15 de Agosto: Portugal (Assunção de Nossa Senhora)
- 17 de Agosto: Indonésia, dia da Independência, 1945
- 20 de Agosto: Hungria (estabelecimento do reino da Hungria)
- 24 de Agosto: Ucrânia (dia da Independência)
- 27 de Agosto: Moldávia (dia da Independência)
- 30 de Agosto: Turquia (dia da Vitória, 1922)
- 30 de Agosto: Tartaristão (Rússia): (dia da Independência, 1990)
- 31 de Agosto: Malásia (dia da Independência, 1957)

### Setembro

Independência ou Morte, quadro pintado por Pedro Américo em 1888, comemorando a independência do Brasil.

- 1 de Setembro: Usbequistão (dia da Independência, 1991)
- 2 de Setembro: Vietnã (dia Nacional, 1945)
- 7 de Setembro: Brasil (dia da Independência, 1822)
- 8 de Setembro: Malta (dia da Vitória, 1565 e 1943)
- 8 de Setembro: Macedônia do Norte (dia da Independência, 1991)
- 10 de Setembro: Belize (batalha de St. George's Caye/dia Nacional)
- 15 de Setembro: Costa Rica (dia da Independência, 1821)
- 15 de Setembro: El Salvador (dia da Independência, 1821)
- 15 de Setembro: Guatemala (dia da Independência, 1821)
- 15 de Setembro: Honduras (dia da Independência, 1821)
- 15 de Setembro: Nicarágua (dia da Independência, 1821)
- 16 de Setembro: México (dia da Independência, 1810)
- 16 de Setembro: São Cristóvão e Nevis (dia dos Heróis Nacionais)
- 18 de Setembro: Chile (dia da Independência, 1810)
- 19 de Setembro: São Cristóvão e Nevis (dia da Independência, 1983)
- 21 de Setembro: Malta (dia da Independência, 1964)
- 21 de Setembro: Belize (dia da Independência, 1981)
- 28 de Setembro: República Checa (dia do Estado, comemora a morte de São Venceslau, em 929 ou 935)
- 30 de Setembro: Botsuana (dia da Independência, 1966)

### Outubro
- 1 de Outubro: Nigéria (Dia da Independência, 1960)
- 1 de Outubro: R.P. da China, (Dia da fundação da República Popular e Socialista), 1949
- 1 de Outubro: Tuvalu (Dia da Independência)
- 2 de Outubro: Índia (Gandhi Jayanti, Nascimento de Mahatma Gandhi, 1869)
- 3 de Outubro: Alemanha (Dia da Unidade Alemã), 1990
- 5 de Outubro: Portugal (Dia da implantação da República, 1910. Dia da fundação da Nacionalidade, 1143)
- 10 de Outubro: Formosa (Double Tenth Day)
- 12 de Outubro: Espanha: (Dia Hispânico, Descoberta da América, 1492)
- 12 de Outubro: Brasil, (Dia da Nossa Senhora da Conceição Aparecida e Dia das Crianças)
- 23 de Outubro: Hungria (revolução de 1956)
- 24 de Outubro: Zâmbia (Dia da Independência)
- 26 de Outubro: Áustria
- 28 de Outubro: Grécia (Dia do "Não", 1940)
- República Checa/Tcheca (Dia da independência da Checoslováquia/Tchecoslováquia, 1918)
- 29 de Outubro: Turquia (Dia da República, 1923)

### Novembro
- 1 de Novembro: Portugal (Dia de Todos os Santos e comemoração do Dia de Finados)
- 2 de Novembro: Brasil (Dia de Finados - Todos os Mortos)
- 19 de Novembro: Brasil (Dia da Bandeira)
- 11 de Novembro: Angola (dia da Independência, 1975)
- 11 de Novembro: Polônia  (dia da Independência, 1918)
- 15 de Novembro: Brasil (dia da Proclamação da República, 1889)
- 18 de Novembro: Letônia (dia da Independência)
- 22 de Novembro: Líbano (dia da Independência)
- 28 de Novembro: Albânia (dia da Independência)
- 29 de Novembro: Albânia (dia da Libertação)
- 30 de Novembro: Barbados (dia da Independência)
- 30 de Novembro: Filipinas (dia de Bonifacio, fundador da Revolução Nacional Filipina)

### Dezembro
- 1 de Dezembro: Romênia (dia da União)
- 1 de Dezembro: Portugal (Dia da Restauração da Independência, 1640. Festa da Bandeira Nacional)
- 2 de Dezembro: Emirados Árabes Unidos
- 6 de Dezembro: Finlândia (dia da Independência)
- 8 de Dezembro: Portugal (Dia da Imaculada Conceição, padroeira de Portugal)
- 12 de Dezembro: Quênia (Dia da Jamhuri)
- 13 de Dezembro: Malta (dia da República, 1974)
- 16 de Dezembro: Bangladesh (dia da Vitória)
- 25 de Dezembro: Natal, feriado em numerosos países
- 25 de Dezembro: Paquistão (dia de Jinnah , 1876)
- 25 de Dezembro: Portugal (Natal do Senhor)
- 30 de Dezembro: Filipinas (dia de Rizal, herói nacional das Filipinas)

Nota: No Japão, além do Dia da Fundação Nacional no dia 11 de fevereiro, que é um dia nacional, há também um Feriado Nacional (国民の休日」, kokumin no kyujitsu, que pode ser traduzido por "Dia de Folga do Cidadão") no dia 4 de maio, entre o dia da Constituição, no dia 3 de maio e o 「子供の日」, Kodomo no hi, (dia das Crianças) no dia 5 de maio. Toda a nação tira um feriado por três dias consecutivos, dando ao termo Feriado Nacional um significado diferente.